# Sitio de unión al ADN
Un sitio de unión al ADN es un tipo de sitio de unión ubicado en el ADN como una región especifica de nucleótidos donde otras moléculas pueden unirse. Se distinguen de otros sitios de unión en que forman parte de una secuencia de ADN y están unidos por proteínas de unión al ADN. Los sitios de unión al ADN ayudan a la regulación transcripcional gracias a que estos sitios se vinculan a proteínas especificas conocidas como factores de transcripción. El conjunto de todos los sitios de unión en el ADN que son específicos para unirse a un factor de transcripción se denomina cistroma. Además de los factores de transcripción los sitios de unión al ADN también pueden ser blanco de otras proteínas, como las enzimas de restricción, las recombinasas específicas y las metiltransferasas.
Los sitios de unión al ADN son secuencias cortas de ADN, conformadas por 4 a 30 pares de bases (hasta 200 pares de bases para los sitios de recombinación) donde una misma secuencia puede estar unida específicamente a una proteína o a un complejo de proteínas de unión al ADN, formando así, interacciones proteína-ADN cruciales para regular la expresión génica. Se ha informado que algunos sitios de unión tienen el potencial de experimentar un cambio evolutivo rápido.

## Historia
La existencia de algo parecido a sitios de unión del ADN se sospechó a partir de los experimentos sobre la biología del bacteriófaga lambda y la regulación del operón lac de Escherichia coli. Los sitios de unión del ADN finalmente se confirmaron en ambos sistemas con el advenimiento de las técnicas de secuenciación de ADN. Desde entonces, se han descubierto sitios de unión al ADN para muchos factores de transcripción, enzimas de restricción y recombinasas específicas del sitio utilizando una profusión de métodos experimentales.

## Tipos de sitios de unión al ADN
Algunos autores han propuesto que los sitios de unión pueden clasificarse según su modo de representación más conveniente, sin embargo, también pueden categorizarse según su función biológica. Por lo tanto, al evaluarse se pueden distinguir entre sitios de unión de restricción, factores de transcripción y de recombinación.
Por un lado, los sitios de restricción son secuencias específicas del ADN que reconocen y seleccionan las endonucleasas de restricción.. Estás enzimas hacen cortes escalonados en el sitio de reconocimiento o cerca de él que producen extremos sobresalientes de cadena sencilla Autores han propuesto que la síntesis de una endonucleasa de restricción con un sitio de unión al ADN, ocurre cuando una proteína de restricción con un dominio C-terminal y un dominio N-terminal se une a dos sitios de unión al ADN, mediante escisión proteolítica en ambos dominios o mediante clonación del segmento génico que codifica los dominios, su expresión y la selección de los dominios endonucleolíticos con un sitio de unión al ADNEstos sitios pueden representarse generalmente mediante secuencias consenso ya que las enzimas restringen de manera eficiente cuando se dirigen a secuencias idénticas y la eficiencia de la restricción disminuye abruptamente para secuencias menos similares.
Los sitios de unión a factores de transcripción, llamados también, reguladores transcripcionales, se conforman por un sitio de unión al ADN y un sitio efector que activa o reprime la transcripción. Por lo que suelen ser todos diferentes y con diversos grados de afinidad del factor de transcripción por los distintos sitios de unión. Esto dificulta la representación precisa de los sitios de unión de factores de transcripción utilizando secuencia consenso, y normalmente se representan utilizando matrices de frecuencia específicas de posición (PSFM), que a menudo se representan gráficamente utilizando logotipos de secuencias. Las enzimas de restricción y los factores de transcripción producen un rango gradual y agudo de afinidades para diferentes sitios y, por lo tanto, también se representan mejor mediante PSFM. De igual manera, las recombinasas específicas del sitio también muestran un rango variado de afinidades para diferentes sitios objetivo. Estos sitios están influenciados principalmente por proteínas específicas de unión al ADN, como RAD51 y PRDM9, recombinasas importantes en eucariotas que al unirse al ADN monocatenario forman filamentos de nucleoproteínas, PRDM9 es una proteína de dedo de zinc que determina los puntos calientes de recombinación en mamíferos al unirse a una secuencia de 13 nucleótidos para el intercambio de ADN entre dos cromosomas homólogos.

## Representación de los sitios de unión al ADN
Una colección de sitios de unión al ADN para un factor de transcripción (TF), comúnmente conocida como motivo de unión al ADN, puede representarse de diferentes maneras. La forma más sencilla es la secuencia consenso, que se crea seleccionando la base más frecuente en cada posición de un conjunto de secuencias de unión alineadas. Aunque esta representación tiene la ventaja de ser compacta, omite información sobre la variabilidad en cada posición A veces, algunas posiciones en los sitios de unión no muestran una preferencia definida por un nucleótido, sino que admiten más de una base o incluso cualquier base. En estos casos se pueden utilizar los códigos de ambigüedad de la IUPAC, que permiten representar posiciones donde se acepta más de una base.
| Nomenclatura IUPAC        | A | C | G | T | R    | Y    | W    | S    | M    | K    | H       | B       | V       | D       | N          |
| ------------------------- | - | - | - | - | ---- | ---- | ---- | ---- | ---- | ---- | ------- | ------- | ------- | ------- | ---------- |
| Nucleótidos representados | A | C | G | T | A, G | C, T | A, T | C, G | A, C | G, T | A, C, T | C, G, T | A, C, G | A, G, T | A, C, G, T |

Una forma más precisa de representar los sitios de unión al ADN es a través de una Matriz de Frecuencia Específica de Posición (PSFM, por sus siglas en inglés: Position Specific Frequency Matrix). Estas matrices proporcionan información sobre la frecuencia de cada base (A, C, G, T) en cada posición del motivo de unión al ADN. Generalmente, se asume implícitamente que hay independencia posicional (es decir, que las diferentes posiciones en el sitio de unión contribuyen de manera independiente a la función del sitio), aunque esta suposición ha sido cuestionada en algunos casos. La información de frecuencia contenida en una PSFM puede interpretarse formalmente mediante el marco teórico de la Teoría de la información lo que da lugar a una representación gráfica conocida como Logotipo de secuencias o logo de secuencias (sequence logo).
Por ejemplo, la siguiente tabla representa una PSFM derivada de 23 sitios de unión del represor transcripcional LexA según datos de Prodoric. Esta matriz muestra el número de veces que aparece cada base (A, C, G, T) en cada posición de una serie de secuencias alineadas. Se obtiene directamente del conteo de secuencias.
|             |      | Posición |    |    |    |    |    |    |    |    |    |    |    |    |    |    |    |
| 1           | 2    | 3        | 4  | 5  | 6  | 7  | 8  | 9  | 10 | 11 | 12 | 13 | 14 | 15 | 16 |    |    |
| Nucleótidos | A    | 0        | 0  | 0  | 1  | 17 | 1  | 16 | 7  | 14 | 7  | 16 | 4  | 12 | 1  | 21 | 1  |
| Nucleótidos | C    | 22       | 0  | 0  | 0  | 1  | 3  | 0  | 1  | 2  | 6  | 3  | 5  | 10 | 22 | 0  | 0  |
| Nucleótidos | G    | 0        | 0  | 23 | 3  | 0  | 0  | 4  | 1  | 2  | 0  | 0  | 1  | 0  | 0  | 1  | 22 |
| Nucleótidos | T    | 1        | 23 | 0  | 19 | 5  | 19 | 3  | 14 | 5  | 10 | 4  | 13 | 1  | 0  | 1  | 0  |
| Suma        | Suma | 23       | 23 | 23 | 23 | 23 | 23 | 23 | 23 | 23 | 23 | 23 | 23 | 23 | 23 | 23 | 23 |

A partir de la PSFM, se crea la matriz de probabilidad de posición (PPM, por sus siglas Position Probability Matrix), que muestra la frecuencia relativa (probabilidad) de cada base en cada posición. Se obtiene dividiendo cada valor del PSFM entre el número total de secuencias (en este caso, 23).
|             |      | Posición |   |   |      |      |      |      |      |      |      |      |      |      |      |      |      |
| 1           | 2    | 3        | 4 | 5 | 6    | 7    | 8    | 9    | 10   | 11   | 12   | 13   | 14   | 15   | 16   |      |      |
| Nucleótidos | A    | 0        | 0 | 0 | 0.04 | 0.74 | 0.04 | 0.70 | 0.30 | 0.61 | 0.30 | 0.70 | 0.17 | 0.52 | 0.04 | 0.91 | 0.04 |
| Nucleótidos | C    | 0.96     | 0 | 0 | 0    | 0.04 | 0.13 | 0    | 0.04 | 0.09 | 0.26 | 0.13 | 0.22 | 0.43 | 0.96 | 0    | 0    |
| Nucleótidos | G    | 0        | 0 | 1 | 0.13 | 0    | 0    | 0.17 | 0.04 | 0.09 | 0    | 0    | 0.04 | 0    | 0    | 0.04 | 0.96 |
| Nucleótidos | T    | 0.04     | 1 | 0 | 0.83 | 0.22 | 0.83 | 0.13 | 0.61 | 0.22 | 0.43 | 0.17 | 0.57 | 0.04 | 0    | 0.04 | 0    |
| Suma        | Suma | 1        | 1 | 1 | 1    | 1    | 1    | 1    | 1    | 1    | 1    | 1    | 1    | 1    | 1    | 1    | 1    |

A partir de estos datos podemos obtener la matriz de pesos posicionales (PWM, por sus siglas en inglés: Position Weight Matrix). A diferencia de la PSFM, este modelo asigna un "peso" a cada base en cada posición, el cual se mide en bits y refleja la contribución que realiza cada base a la especificidad del sitio. Este modelo está basado en la teoría de la información, por lo que se utiliza la entropía de Shannon y para cada columna, se mide la incertidumbre o variabilidad: 
Donde {\displaystyle H(l)} representa la incertidumbre en la posición {\displaystyle l} del motivo representada en bits, {\displaystyle f(b,l)} es la frecuencia de la base de ADN {\displaystyle b} en dicha posición. Posteriormente se calcula el contenido de Información (eje y) para cada columna de posición {\displaystyle l}, que es la diferencia entre la máxima entropía posible (2 bits para ADN) y la incertidumbre observada {\displaystyle H(l)}:
Finalmente la altura de cada base en la matriz es su frecuencia {\displaystyle f(b,l)} multiplicada por el contenido de información total de esa columna, es decir, {\displaystyle R_{\text{sequence}}(l)}:
Siguiendo los pasos anteriores se llega a las siguientes tablas para el ejemplo del represor LexA:
{\displaystyle H(l)} y {\displaystyle R_{\text{sequence}}(l)} para cada posición:
| Posición                               | 1    | 2 | 3 | 4    | 5 | 6    | 7    | 8    | 9    | 10   | 11   | 12   | 13   | 14   | 15   | 16   |
| -------------------------------------- | ---- | - | - | ---- | - | ---- | ---- | ---- | ---- | ---- | ---- | ---- | ---- | ---- | ---- | ---- |
| {\displaystyle H(l)}                   | 0.26 | 0 | 0 | 0.81 | 1 | 0.81 | 1.19 | 1.35 | 1.53 | 1.55 | 1.19 | 1.58 | 1.21 | 0.26 | 0.51 | 0.26 |
| {\displaystyle R_{\text{sequence}}(l)} | 1.74 | 2 | 2 | 1.19 | 1 | 1.19 | 0.81 | 0.65 | 0.47 | 0.45 | 0.81 | 0.42 | 0.79 | 1.74 | 1.49 | 1.74 |

Matriz de Pesos Posicionales (PWM):
|            |      | Posición |   |   |      |      |      |      |      |      |      |      |      |      |      |      |      |
| 1          | 2    | 3        | 4 | 5 | 6    | 7    | 8    | 9    | 10   | 11   | 12   | 13   | 14   | 15   | 16   |      |      |
| Nucleótido | A    | 0        | 0 | 0 | 0.05 | 0.74 | 0.05 | 0.57 | 0.20 | 0.29 | 0.14 | 0.57 | 0.07 | 0.41 | 0.08 | 1.36 | 0.08 |
| Nucleótido | C    | 1.67     | 0 | 0 | 0    | 0.04 | 0.16 | 0    | 0.03 | 0.04 | 0.12 | 0.11 | 0.09 | 0.34 | 1.67 | 0    | 0    |
| Nucleótido | G    | 0        | 0 | 2 | 0.16 | 0    | 0    | 0.14 | 0.03 | 0.04 | 0    | 0    | 0.02 | 0    | 0    | 0.06 | 1.67 |
| Nucleótido | T    | 0.08     | 2 | 0 | 0.98 | 0.22 | 0.98 | 0.11 | 0.39 | 0.10 | 0.20 | 0.14 | 0.24 | 0.03 | 0    | 0.06 | 0    |
| Suma       | Suma | 1.74     | 2 | 2 | 1.19 | 1    | 1.19 | 0.81 | 0.65 | 0.47 | 0.45 | 0.81 | 0.42 | 0.79 | 1.74 | 1.49 | 1.74 |

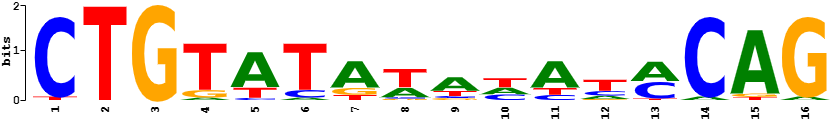
Logo de secuencia del motivo de unión a LexA de Escherichia coli. La altura representa el contenido de información (véase Teoría de la información) de la posición medida en bits. Extraído de la base de datos Prodoric.

Los logos de secuencias se derivan de la PWM y pueden utilizarse para representar sitios de unión al ADN conservados, donde se unen los factores de transcripción. La altura de cada letra en el logo es proporcional a su frecuencia, y la altura total representa el contenido de información en esa posición. La secuencia consenso mostrada en la imagen de la derecha representa las bases más frecuentes en cada posición del motivo de unión.

## Técnicas experimentales para la identificación de sitios de unión a ADN
Históricamente, las técnicas experimentales de elección para descubrir y analizar los sitios de unión del ADN han sido el ensayo de huella de ADNasa y el ensayo de desplazamiento de movilidad electroforética (EMSA). Sin embargo, el desarrollo de microarrays de ADN y técnicas de secuenciación rápida ha dado lugar a nuevos métodos masivamente paralelos para la identificación in vivo de sitios de unión, como ChIP-chip y ChIP-Seq. Para cuantificar la afinidad de unión de proteínas y otras moléculas a sitios de unión de ADN específicos se utiliza el método biofísico termoforesis a microescala.
En años recientes, técnicas de edición genómica como CRISPR/dCas9 se ha combinado con secuenciación (CRISPR-ChIP) para mapear interacciones proteína-ADN con mayor precision y resolución espacial. Además, métodos como HiChIP e integraciones con ATAC-seq han permitido estudiar no solo los sitios de union, sino también los cambios en la accesibilidad de la cromatina y su dinámica durante procesos celulares como la diferenciación y respuesta de estímulos externos. Estas herramientas han revolucionado el campo de la epigenómica funcional y la biología reguladora, permitiendo construir mapas tridimensionales del genoma que relacionan sitios de unión con potenciadores distales y estructuras como bucles cromatínicos. 
| Tecnica                          | Tipo de datos                               | Ventajas                                                                | Limitaciones                                                  |
| -------------------------------- | ------------------------------------------- | ----------------------------------------------------------------------- | ------------------------------------------------------------- |
| Huella de ADNasa/EMSA            | Ensayos in vitro clásicos                   | Alta especificidad para sitios individuales; cuantificación precisa.    | Bajo rendimiento genómico; no in vivo.                        |
| ChIP-chip                        | ChIP + microarrays                          | Permite análisis genómico; relativamente estable tecnológicamente.      | Resolución limitada, dependencia del diseño chip.             |
| ChIP-Seq                         | ChIP + secuenciación NGS                    | Alta resolución genómica, sensibilidad, mapeo preciso de sitios.        | Requiere buena calidad de anticuerpos, mayor costo.           |
| ChEC-Seq (nativa con MNase)      | Secuenciación tras escisión enzima          | Sin inmunoprecipitación, baja señal de fondo, buena resolución.         | Requiere fusión con nucleasas, aplicable a modelos genéticos. |
| CUT&Tag/ ChIPmentation           | Inmunoprecipitación + Tn5                   | Baja cantidad de células requerida, exelente señal-ruido.               | Mas reciente, puede requerir optimización.                    |
| ATAC-Seq                         | Accesibilidad de cromatina                  | Muy bajo número de células detecta regiones abiertas genómicas.         | No vincula proteínas especificas directamente.                |
| HiChIP/ Integración con ATAC-Seq | Interacciones proteína-ADN tridimensionales | Relaciona sitios de unión con loops y regulación distal.                | Protocolos complejos y demanda bioinformática avanzada.       |
| CRISPR-ChIP / CRISPR-ChIP-seq    | dCas9 dirigido + ChIP/NGS                   | Mayor precisión espacial; permite mapear ubicación en loci específicos. | Requiere guía personalizada y proteínas dCas9 adaptadas.      |

## Búsqueda computacional y descubrimiento de los sitios de unión
En bioinformática, se pueden distinguir dos problemas separados con respecto a los sitios de unión del ADN: la búsqueda de miembros adicionales de un motivo de unión del ADN conocido (el problema de búsqueda del sitio) y el descubrimiento de nuevos motivos de unión del ADN en colecciones de secuencias funcionalmente relacionadas (el problema del descubrimiento del motivo de la secuencia). Se han propuesto muchos métodos diferentes para buscar sitios de unión. La mayoría de ellos se basan en los principios de la teoría de la información y disponen de servidores web (Yellaboina)(Munch), mientras que otros autores han recurrido a métodos de Aprendizaje automático, como las redes neuronales artificialesTambién hay disponible una gran cantidad de algoritmos para el descubrimiento de motivos de secuencia. Estos métodos se basan en la hipótesis de que un conjunto de secuencias comparten un motivo de unión por razones funcionales. Los métodos de descubrimiento de motivos de enlace se pueden dividir a grandes rasgos en enumerativos, deterministas y estocásticos MEME y Consensus son ejemplos clásicos de optimización determinista, mientras que el muestreo de Gibbs es la implementación convencional de un método puramente estocástico para el descubrimiento de motivos de unión al ADN. Otro ejemplo de esta clase de métodos es SeSiMCMC, que se centra en sitios TFBS (Sitios de unión de factores de transcripción) débiles con simetría. Si bien los métodos enumerativos a menudo recurren a la representación de sitios de enlace mediante expresiones regulares, PSFM y su tratamiento formal bajo los métodos de la teoría de la información son la representación elegida tanto para los métodos deterministas como para los estocásticos. Los métodos híbridos, por ejemplo ChIPMunk que combina la optimización codiciosa con el submuestreo, también utilizan PSFM. Los recientes avances en secuenciación han llevado a la introducción de enfoques de genómica comparativa para el descubrimiento de motivos de unión al ADN, como lo ejemplifica PhyloGibbs.
Los métodos más complejos para la búsqueda de sitios de unión y el descubrimiento de motivos se basan en el apilamiento de bases y otras interacciones entre bases de ADN, pero debido a los pequeños tamaños de muestra normalmente disponibles para los sitios de unión en el ADN, su eficiencia aún no se aprovecha por completo. Un ejemplo de dicha herramienta es el ULPB.

## Bases de datos de sitios de unión a ADN
Debido a la naturaleza diversa de las técnicas experimentales utilizadas para determinar los sitios de unión y a la cobertura irregular de la mayoría de los organismos y factores de transcripción, no existe una base de datos central (similar a GenBank en el Centro Nacional de Información Biotecnológica) para los sitios de unión del ADN. Si bien el NCBI contempla la anotación del sitio de unión del ADN en sus secuencias de referencia (RefSeq), la mayoría de los envíos omiten esta información. Además, debido al éxito limitado de la bioinformática en la producción de herramientas eficientes de predicción de sitios de unión del ADN (las grandes tasas de falsos positivos suelen estar asociadas con los métodos de descubrimiento de motivos/búsqueda de sitios in silico), no ha habido un esfuerzo sistemático para anotar computacionalmente estas características en genomas secuenciados.
Sin embargo, existen varias bases de datos privadas y públicas dedicadas a la compilación de sitios de unión informados experimentalmente, y a veces predichos computacionalmente, para diferentes factores de transcripción en diferentes organismos. A continuación se muestra una tabla no exhaustiva de bases de datos disponibles:
| Nombre                                                                                                   | Organismo                                                                                 | Fuente                                                                   | Acceso          | URL    |
| --- | ----------------------------------------------------------------------------------------- | ------------------------------------------------------------------------ | --------------- | ------ |
| PlantRegMap                                                                                              | 165 especies de plantas (por ejemplo, Arabidopsis thaliana, Oryza sativa, Zea mays, etc.) | Curación manual                                                          | Publico         |        |
| JASPAR                                                                                                   | Vertebrados, plantas, hongos, moscas y gusanos                                            | Curación manual con apoyo bibliográfico                                  | Publico         |        |
| CIS-BP                                                                                                   | Eucariotas                                                                                | Motivos y predicciones derivados experimentalmente                       | Publico         |        |
| CollecTF                                                                                                 | Procariotas                                                                               | Curación de literatura                                                   | Publico         |        |
| RegPrecise                                                                                               | Procariotas                                                                               | Curación manual                                                          | Publico         |        |
| RegTransBase                                                                                             | Procariotas                                                                               | Curación manual/literatura                                               | Publico         |        |
| RegulonDB                                                                                                | Escherichia coli                                                                          | Curación manual                                                          | Publico         |        |
| PRODORIC                                                                                                 | Procariotas                                                                               | Curación manual                                                          | Publico         |        |
| TRANSFORMAR                                                                                              | Mamiferos                                                                                 | Curación manual/literatura                                               | Publico/Privado |        |
| PASO | Humano, Ratón, Rata                                                                       | Predicciones informáticas, curación manual                               | Publico         |        |
| DBSD | Especies de Drosophila                                                                    | Literatura/Curación manual                                               | Publico         |        |
| HOCOMOCO                                                                                                 | Humano, Ratón                                                                             | Literatura/Curación manual                                               | Publico         | ,      |
| MethMotif                                                                                                | Humano, Ratón                                                                             | Curación manual                                                          | Publico         |        |
| VIRS (Herramienta visual para la identificación de sitios de restricción en múltiples secuencias de ADN) | Genomas virales                                                                           | Predicción y análisis de sitios de corte de endonucleasas de restricción | Público         | [ 48 ] |